# TVR Cerbera
La TVR Cerbera est une voiture de sport conçue par le constructeur automobile britannique TVR et produite entre en 1996 et 2003. Il s'agit du troisième modèle de la marque produit sous la direction de Peter Wheeler (en), après la TVR Griffith et la TVR Chimaera.

## Histoire
En 1981, l'ingénieur britannique Peter Wheeler (en) devient le troisième propriétaire de la marque. Après le lancement de la TVR Griffith et de la TVR Chimaera, il imagine un troisième modèle qu'il nomme Cerbera. Le nom de ce nouveau modèle est inspiré par Cerbère, le chien à trois têtes gardant l'entrée des enfers dans la mythologie grecque
Annoncée en 1993, la Cerbera est présentée en 1994 au salon de l'automobile de Londres. En 1996, elle est commercialisée. À sa sortie, la Cerbera est le premier coupé 2+2 du constructeur et le premier modèle à être équipé d'un hard-top. Sous le capot, la Cerbera dispose du premier moteur imaginé par le constructeur, un V8 mis au point par Al Melling, John Ravenscroft et Peter Wheeler. Un an après le lancement du modèle, la Cerbera bénéficie du second moteur mis au point par la société, un six cylindres en ligne dérivé du moteur V8.
En 1997, le constructeur présente le concept-car Project 7/12, une version de la Cerbera destinée à concourir en catégorie GT1 dans le championnat FIA GT. Comme l'exige le règlement, le constructeur doit prévoir la commercialisation de ce modèle en petite série pour homologuer sa participation. Connu par la suite sous le nom de TVR Cerbera Speed 12, cette déclinaison prendra part à quelques courses avant d'être abandonnée et non commercialisée.
En 2000, à l'occasion du lancement de la TVR Tuscan, la Cerbera s'offre un restylage. Elle adopte notamment à l'avant deux optiques séparées et bénéficie d'améliorations techniques visant à réduire son poids.
En août 2006, le constructeur organise une vente aux enchères en ligne pour acheter le dernier modèle produit, avant de cesser la production et la commercialisation.

### Caractéristiques techniques
| Modèle                       | Cylindrée | Moteur                    | Puissance                      | Couple                 | Vitesse maximale | 0 à 97 km/h |
| ---------------------------- | --------- | ------------------------- | ------------------------------ | ---------------------- | ---------------- | ----------- |
| 4,0 L Speed Six              | 3 996 cm3 | Six cylindres en ligne    | 355 ch (261 kW) à 6 800 tr/min | 447 N m à 5 000 tr/min | 270 km/h         | 4,4 s       |
| 4,2 L Speed Eight            | 4 185 cm3 | V8 à 75° SOHC 16 soupapes | 365 ch (268 kW) à 6 500 tr/min | 434 N m à 5 000 tr/min | 290 km/h         | 4,2 s       |
| 4,5 L Speed Eight            | 4 475 cm3 | V8 à 75° SOHC 16 soupapes | 426 ch (313 kW) à 6 750 tr/min | 515 N m à 5 000 tr/min | 298 km/h         | 4,1 s       |
| 4,5 L Speed Eight 'Red Rose' | 4 475 cm3 | V8 à 75° SOHC 16 soupapes | 446 ch (328 kW) à 7 250 tr/min | 545 N m à 5 000 tr/min | 311 km/h         | 3,9 s       |

## Galerie

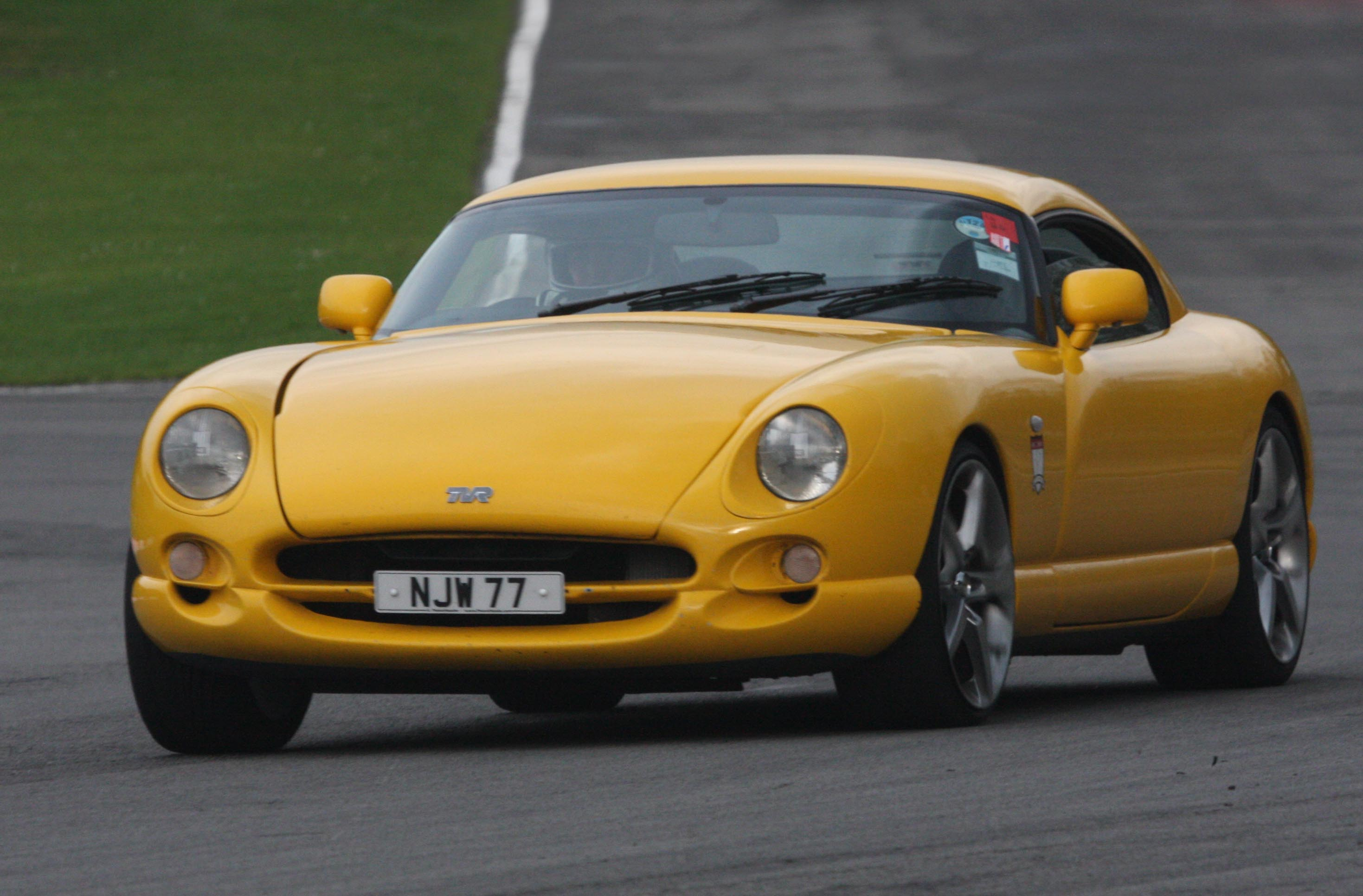
TVR Cerbera 4L5 V8
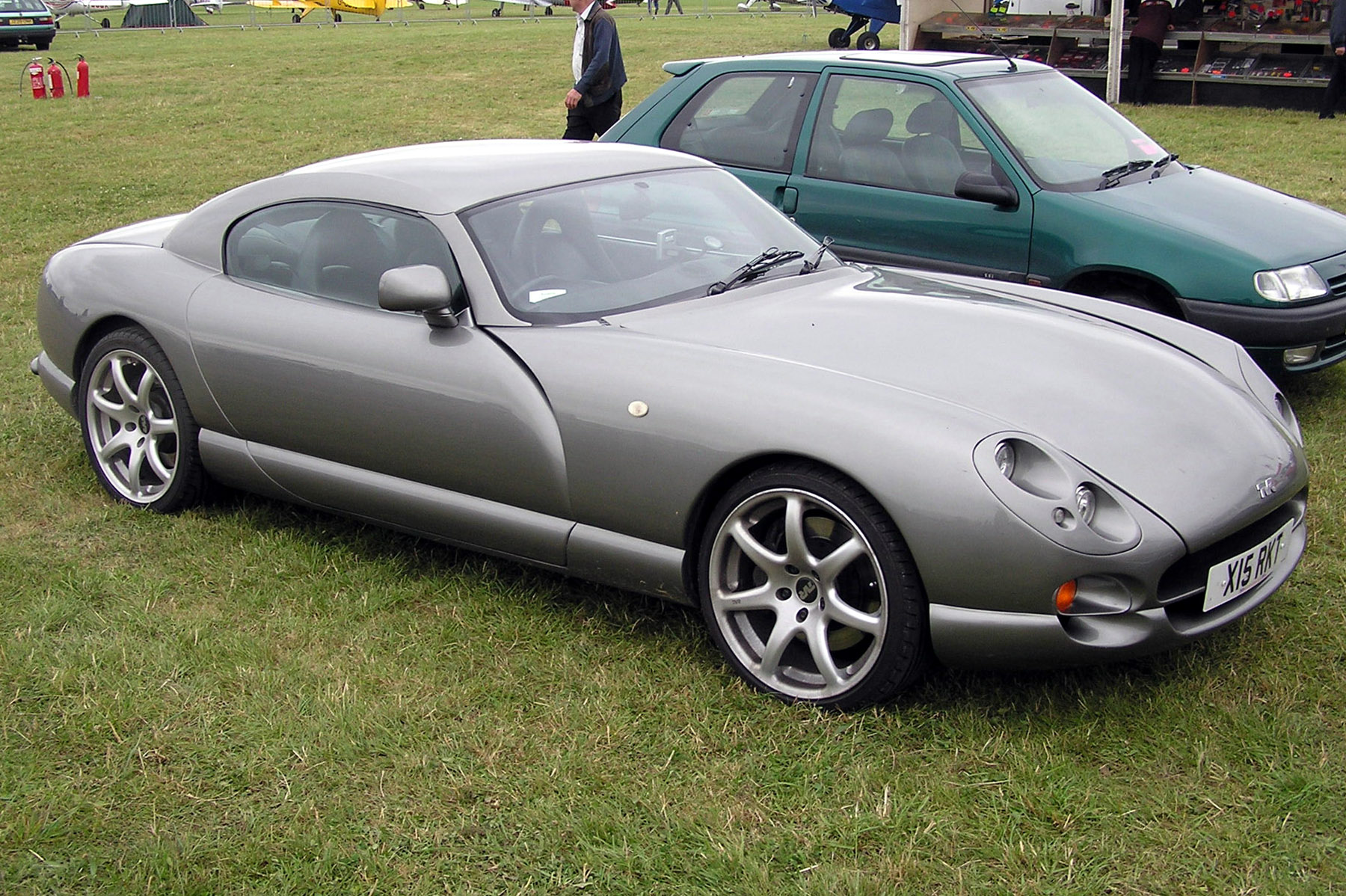
TVR Cerbera avec la nouvelle face avant
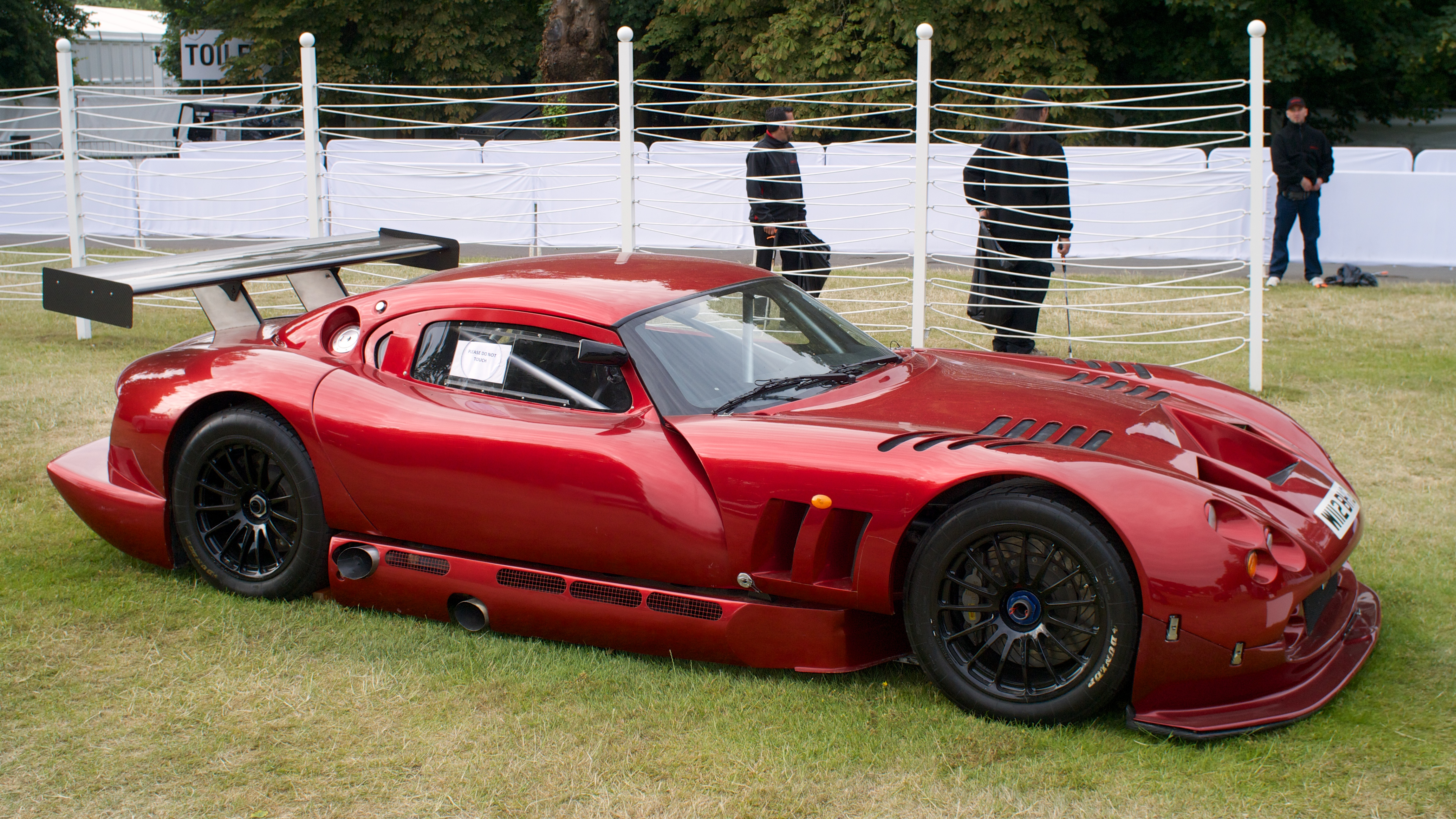
TVR Cerbera Speed 12

## Source
- Richard Gunn, Supercars : les voitures les plus extraordinaires au monde, Rome, Gremesse, 2006, 320 p. (ISBN 978-88-7301-623-6, lire en ligne).